# Пароњо (Бјела)
Пароњо је насеље у Италији у округу Бијела, региону Пијемонт.
Према процени из 2011. у насељу је живело 41 становника. Насеље се налази на надморској висини од 503 м.